# Immenhof (Fernsehserie)
Immenhof ist eine deutsche 19-teilige ZDF-Familienserie, die in den Jahren 1993 bis 1995 gedreht wurde.

## Inhalt
Frederike Gräfin von Bantz, die Besitzerin des Gutes Immenhof, hat für ihren Neffen Peter gebürgt. Nachdem die Bürgschaft fällig geworden ist, muss der Immenhof versteigert werden. Das Gut wird schließlich von dem Industriellen Peter „PS“ Stahl ersteigert. Dieser arrangiert sich mit dem Ehepaar Christiansen, nachdem Stefan Christiansen als Redakteur von seinem Verlag entlassen wurde.
Der Gräfin Bantz fällt es zunächst schwer, die Kontrolle auf dem Immenhof abzugeben. Zwischen Hanna und Stefan Christiansen kommt es zu Problemen, weil er vom Verleger seiner ehemaligen Zeitung ein verlockendes Jobangebot erhält.
Weiterhin stehen die auf dem Immenhof beheimateten Pferde im Zentrum der Serie. Hier ist vor allem Carthago zu nennen, auf das insbesondere die Reiterin Kerstin große Hoffnungen setzt.

## Bezug zu den Kinofilmen
Die Serie steht in keinem inhaltlichen Zusammenhang zu den Immenhof-Filmen der 1950er und 1970er Jahre, die sich am Roman Dick und Dalli und die Ponies von Ursula Bruns orientieren oder darauf aufbauen. Die Ereignisse der Filmreihe finden keine Erwähnung und stehen sogar im Gegensatz zur Handlung der Serie. Hier wird erklärt, dass Gräfin Bantz bereits seit ihrer Flucht aus Ostpreußen auf dem Immenhof lebt. 2019 wurde mit Immenhof – Das Abenteuer eines Sommers ein weiterer Film produziert.

## Produktion
Die Fernsehserie wurde in der Nähe von Bad Malente gedreht.

## Ausstrahlungen
Die Serie wurde zunächst vom ZDF, später von Tv.nrw und ZDFkultur ausgestrahlt.

### Episodenliste

#### Erste Staffel (1994)
| Folge | Folge in Staffel | Episodentitel                               |
| ----- | ---------------- | ------------------------------------------- |
| 1.    | 1.               | Eine verhängnisvolle Bürgschaft (Pilotfilm) |
| 2.    | 2.               | Kein guter Einstand                         |
| 3.    | 3.               | Turnier mit Hindernissen                    |
| 4.    | 4.               | Denkzettel für Stefan                       |
| 5.    | 5.               | Junge Liebe                                 |
| 6.    | 6.               | Gefahr für Carthago                         |
| 7.    | 7.               | Angst um Eglantine                          |
| 8.    | 8.               | Lockruf aus Hamburg                         |
| 9.    | 9.               | Ritt in die Zukunft                         |

#### Zweite Staffel (1995)
| Folge | Folge in Staffel | Episodentitel                |
| ----- | ---------------- | ---------------------------- |
| 10.   | 1.               | Kein Grund zum Feiern        |
| 11.   | 2.               | Mädchenkummer, Mädchensorgen |
| 12.   | 3.               | Trubel um Timmi              |
| 13.   | 4.               | Mit Haken und Ösen           |
| 14.   | 5.               | Usbekistan zum Tageskurs     |
| 15.   | 6.               | Melanie liebt Charly         |
| 16.   | 7.               | Brandnacht und Feuertaufe    |
| 17.   | 8.               | Gespenst im Apfelbaum        |
| 18.   | 9.               | Reise nach Ostpreußen        |
| 19.   | 10.              | Eine richtige Familie        |

## Soundtrack
Der Soundtrack erschien 1994 auf CD, ist aber inzwischen vergriffen. Enthalten ist hier auch die Titelmusik Wie der Wind von Gwen Obertuck, von der in der Serie jedoch nur eine Instrumentalversion zu hören war.

## Buch
Das Buch von Brigitte Blobel wurde in unterschiedlichen Ausgaben 1994 veröffentlicht, ist heute aber nur noch antiquarisch zu erhalten. Das Buch wurde ebenfalls als Hörbuch aufgelegt, welches aus vier Kassetten besteht.

## DVD
Der Pilotfilm zur Serie sowie die Folgen 1–6 sind im Jahr 2006 auf DVD erschienen. Das Label Edel Germany GmbH veröffentlichte am 11. Juni 2010 eine Box mit der vollständigen Serie.